# Denis Finnegan
Denis Finnegan (7 settembre 1986) è un triplista irlandese.

## Biografia
È apertamente omosessuale ed ha fatto coming out rilasciando un'intervista al network Out Sports. Dal 2014 vive a Melbourne in Australia.
In carriera è stato otto volte campione nazionale outdoor nel salto triplo, guadagnando il titolo consecutivamente dal 2012 al 2019. Ha rappresentato la nazionale dell'Irlanda a sei edizioni degli Europei a squadre.

## Campionati nazionali
- 8 volte campione nazionale assoluto del salto triplo (dal 2012 al 2019)

2009
- Argento ai campionati irlandesi ( Dublino), salto triplo - 14,51 m

2010
- Argento ai campionati irlandesi ( Dublino), salto triplo - 14,72 m

2011
- 4º ai campionati irlandesi (, Dublino) salto in lungo - 6,79 m
- Argento ai campionati irlandesi ( Dublino), salto triplo - 14,49 m

2012
- Oro ai campionati irlandesi ( Santry), salto triplo - 15,55 m

2013
- Oro ai campionati irlandesi ( Dublino), salto triplo - 15,07 m

2014
- Oro ai campionati irlandesi ( Dublino), salto triplo - 15,34 m

2015
- Oro ai campionati irlandesi ( Dublino), salto triplo - 15,19 m

2016
- Oro ai campionati irlandesi ( Dublino), salto triplo - 14,80 m

2017
- 4º ai campionati irlandesi ( Tullamore), salto in lungo - 7,09 m
- Oro ai campionati irlandesi ( Tullamore), salto triplo - 15,39 m

2018
- Oro ai campionati irlandesi ( Santry), salto triplo - 14,33 m

2019
- Oro ai campionati irlandesi ( Santry), salto triplo - 14,74 m

## Altre competizioni internazionali
2009
- 8º nella Second League degli Europei a squadre ( Banská Bystrica), salto triplo - 14,03 m

2013
- 12º nella First League degli Europei a squadre ( Dublino), salto triplo - 14,07 m

2014
- 11º nella First League degli Europei a squadre ( Tallinn), salto triplo - 14,86 m

2015
- 9º nella First League degli Europei a squadre ( Candia), salto triplo - 15,37 m

2017
- 9º nella First League degli Europei a squadre ( Vaasa), salto triplo - 15,12 m

2019
- 9º nella First League degli Europei a squadre ( Sandnes), salto triplo - 14,66 m